# Semi-Automatic Ground Environment

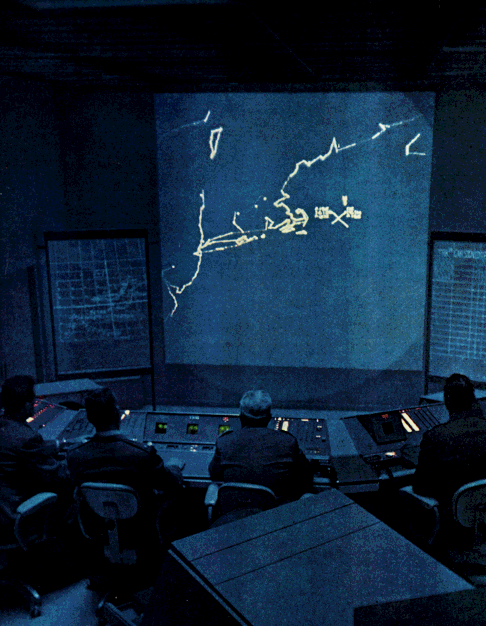
SAGE Sector Kontrollraum. Der Bildschirm zeigt einen Teil der US-Ostküste, Cape Cod im Zentrum und zwei aufgespürte „Ziele“.

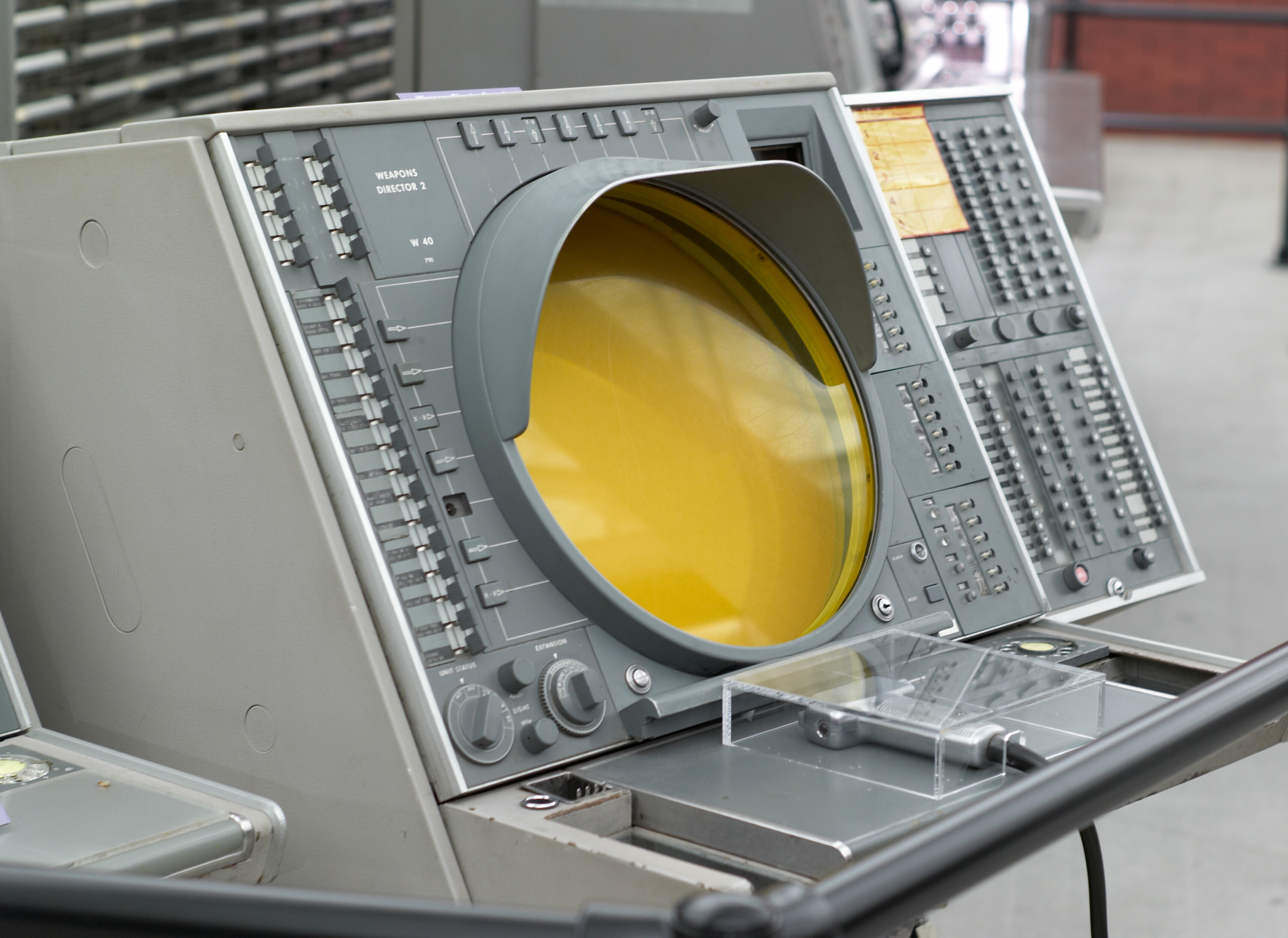
Ein Terminal des SAGE

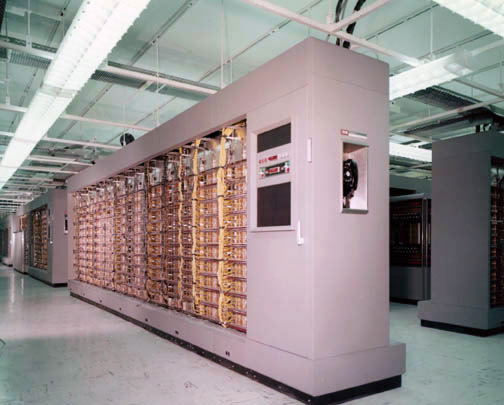
Der zugrundeliegende Röhrencomputer hatte eine Masse von 275 Tonnen

Semi-Automatic Ground Environment (SAGE) war das erste computergestützte Luftverteidigungssystem des nordamerikanischen Weltraumverteidigungskommandos NORAD. Getestet wurde es erstmals 1952. SAGE sollte sowjetische Langstreckenbomber aufspüren, verfolgen und abfangen. Als es schließlich 1963 voll einsatzbereit war, war allerdings die Bedrohung durch Bomber bereits von der durch Interkontinentalraketen überlagert worden. Hierfür war SAGE jedoch gänzlich ungeeignet. Dennoch hatte das Projekt wesentlichen Einfluss auf die Entwicklung von Computersystemen im Bereich Echtzeitverarbeitung von Informationen und der Vernetzung über Modems. 
Die Leitung der Entwicklung von SAGE hatte mit Robert Everett einer der Erbauer des Whirlwind, der in dieser Funktion technischer Direktor der Mitre Corporation war. Den Auftrag zum Bau eines Röhrencomputers auf Grundlage des vom Massachusetts Institute of Technology entwickelten Whirlwind-Projektes erhielt zunächst die Radio Corporation of America. Später ging er jedoch an IBM, die 1958 mit dem Bau des Computers begann.
Der AN/FSQ-7 (Whirlwind II)-Röhrenrechner bestand aus 55.000 Elektronenröhren und hatte einen Magnetkernspeicher. Bei einem Gewicht von 275 Tonnen belegte er eine Fläche von über 2000 m² und hatte eine Leistungsaufnahme von bis zu 3 MW. Damit war der Supercomputer von seinen räumlichen Dimensionen größer als jedes andere Computersystem. Bis in die Gegenwart wurde kein derart raumforderndes System mehr gebaut. Er sammelte Daten der angeschlossenen Beobachtungsstationen in Echtzeit und ermöglichte den Operatoren auf einfache Weise die Auswahl der zu bekämpfenden Ziele. Hierzu wurden dem System auch der Status von Abfangjägern aller Flughäfen des Gebietes sowie der Bomarc- oder Nike Hercules-Flugabwehrraketen übermittelt. 
Da die Bediener keine Computerspezialisten, sondern einfache Soldaten waren, wurde erstmals eine komplexe Mensch-Computer-Schnittstelle entwickelt. Dabei entstanden Bildschirmsysteme für Texte und graphische Darstellungen und der Lichtgriffel als Eingabegerät für grafische Daten. Sobald ein Ziel interessant schien und der Operator sich entschloss, es abzufangen, wurden automatisch Nachrichten über Fernschreiber an die örtlichen Verantwortlichen gesendet. 
Die SAGE-Flugabwehr war bis 1979 in Betrieb und wurde dann durch neuere Systeme, später auch luftgestützte Überwachungssysteme (AWACS), abgelöst. Der letzte Rechner wurde 1983 abgeschaltet und befindet sich nun im Computermuseum in Boston. Die USA kostete das SAGE-System rund acht Milliarden US-Dollar.